# شهرستان شهر خان
ناحیهٔ شهر خان (به ازبکی: Shahrixon tumani، شهر خان تومنی)(به روسی: Шахриханский район) یک ناحیه در ازبکستان است که در ولایت اندیجان واقع شده‌است. ناحیه شهر خان ۳۳۰ کیلومتر مربع مساحت و ۳۲۴٬۴۰۰ نفر جمعیت دارد.